# Manaslu
Der Manaslu (nepali: मनास्लु Manāslu) in Nepal ist einer der vierzehn Achttausender, mit einer Höhe von 8163 m ist er der achthöchste Berg der Erde.
Die Manaslu-Gruppe, zu der auch Ngadi Chuli (7871 m) und Himal Chuli (7893 m) zählen, wird auch als Mansiri Himal oder Gurkha Himal bezeichnet und liegt im Distrikt Gorkha. Im Nordwesten liegt das Annapurna-Massiv, im Südosten das Ganesh Himal. Manaslu ist der höchste Gipfel im Distrikt Gorkha.

## Namen
Der Name des Manaslu kommt aus dem Sanskrit und bedeutet Berg der Seele. Der Berg ist außerdem unter der Bezeichnung Kutang bekannt.

## Besteigungsgeschichte
Bis Anfang der 1950er Jahre wurde der Manaslu kaum erforscht. In den Jahren 1950 bis 1955 wurden nach ersten britischen Erkundungen vier japanische Erkundungsfahrten durchgeführt, um mögliche Anstiegswege zu suchen. Am 9. Mai 1956 wurde der Manaslu von einer japanischen Expedition unter der Führung von Yuko Maki über die Nordostflanke erstbestiegen.
Im Jahr 1964 glückte einer niederländischen Expedition die Erstbesteigung des Nordgipfels. Der Ostgipfel des Manaslu konnte erstmals am 9. November 1986 durch eine von Jerzy Kukuczka geleitete Expedition bestiegen werden.
Die zweite Besteigung gelang 1971 einer japanischen Expedition über die Nordwestwand. 1972 gelang einer Tiroler Expedition unter der Leitung von Wolfgang Nairz die Durchsteigung der Südwand, wobei in einem Schneesturm zwei Bergsteiger, Andreas Schlick und Franz Jäger, starben. Bei dieser Expedition gelangte am 25. April 1972 Reinhold Messner auf den Gipfel des Manaslu (dritte Besteigung). Messner konnte sich vor dem schweren Sturm rechtzeitig in Sicherheit bringen. Er führte auch die erste Besteigung des Bergs ohne zusätzlichen Sauerstoff durch.
Im Jahr 1981 gelang den Österreichern Sepp Millinger (Waidring) und Peter Wörgötter (Saalfelden) nach der Gipfelbesteigung die weltweit erste Abfahrt von einem 8000er auf Skiern. Die Abfahrt vom Manaslu gehört auf Grund des relativ niedrig gelegenen Basislagers zu den längsten Abfahrten der Welt.
Am 10. Mai 1991 erreichte ein Südtiroler Expeditionsteam, darunter der Extrembergsteiger Hans Kammerlander, bei der Besteigung des Manaslu eine Höhe von 7500 Metern. Wegen Schlechtwetters kehrte die Gruppe um. Auf dem Rückweg stürzte Carlo Großrubatscher über eine Wechte in den Tod. Kurze Zeit später kam Friedl Mutschlechner bei einem Blitzeinschlag ums Leben. Hans Kammerlander überlebte. In dem Film Manaslu – Berg der Seelen erzählt Hans Kammerlander von der Tragödie.
Am 30. September 2012 stellte der Deutsche Benedikt Böhm einen Geschwindigkeitsrekord auf, indem er Aufstieg und Skiabfahrt in weniger als 24 Stunden bewältigte. In der Saison 2017 wurde der Manaslu etwa 350 Mal bestiegen, bis zum September 2022 rund 2200 Mal.
2021 wurde bekannt, dass die Stelle auf dem Gipfelgrat, die bisher als die höchste Stelle galt, ungefähr 30 Meter von der Stelle des eigentlichen Gipfels entfernt ist. Seit 2012 soll niemand mehr den höchsten Punkt, der je nach Schneelage sechs bis zehn Meter höher ist, erreicht haben. Chronisten gehen davon aus, dass nicht einmal fünf Prozent der Besteiger den höchsten Punkt erreicht haben. Ihr Bericht löste eine weltweite Diskussion darüber aus, wann ein Berg als bestiegen gilt: Wie nahe muss man dem Gipfel kommen und welche Hilfsmittel (insbesondere Hubschrauber zur Erreichung von Hochlagern) sind zulässig, damit ein Berg als bestiegen gelten kann? Im Jahr 2021 eröffnete der Sherpa Mingma Gyalgye die Route Rolwaling Diversion, die zum Hauptgipfel führt. Seit 2022 wird sie von verschiedenen Anbietern kommerziell angeboten.

## Die Gipfel des Manaslu
| Gipfel       | Höhe   | Anmerkung/Lage                           |
| ------------ | ------ | ---------------------------------------- |
| Manaslu      | 8163 m | Hauptgipfel                              |
| Manaslu Ost  | 7992 m | 500 m nordöstlich des Hauptgipfels       |
| Manaslu Nord | 7157 m | 4000 m nordnordwestlich des Hauptgipfels |

## Manaslurunde
Die Trekkingroute um den Manaslu beginnt in Arughat Bazar (570 m) oder in Gorkha und führt in zwei bis drei Wochen um den Berg herum. Beim Start in Gorkha führt die Route zunächst über den Pass Rupina La (4720 m), bevor sie nördlich des Ortes Jagat auf die von Arughat das Tal des Budhigandaki heraufführende Route trifft. Weiter im Tal des Budhigandaki verlaufend, führt der Weg durch die tibetisch geprägten Dörfer Lho (3020 m), Samagaon (3390 m) und Samdo (3870 m), bevor mit dem Pass Larkya La (5135 m) der höchste Punkt der Tour erreicht wird. Der Abstieg erfolgt über Bimtang und das überwiegend von Gurung bewohnte Dorf Tilije. In Dharapani trifft die Route auf den Annapurna Circuit und folgt dem Marsyangdi flussabwärts in Richtung Besisahar (780 m).

## Varia
1999 wurde der Asteroid (6918) Manaslu nach dem Berg benannt.
Das Epizentrum des Erdbebens in Nepal im Jahr 2015 lag bei dem in den Vorbergen des Manaslu-Massivs gelegenen Ort Barpak, südlich des Boudha Himal (6672 m).
2018 kam der Film Manaslu – Berg der Seelen über Hans Kammerlander in die österreichischen Kinos, 2019 in die deutschen.
2022 kam der Film Sturm am Manaslu ins Kino. Fünf Überlebende erinnern sich 50 Jahre später an eine tragische Expedition 
zurück: Der Expeditionsleiter Wolfgang Nairz, Horst Fankhauser, Oswald Oelz, Hansjörg Hochfilzer und Reinhold Messner.